# Vera (film 2022)
Vera è un film del 2022 diretto da Tizza Covi e Rainer Frimmel.

## Trama
Vera è un'attrice di discreto successo che vive all'ombra del suo famoso padre ormai defunto. Ha subìto numerosi interventi di chirurgia estetica anche perché era ciò che volevano i suoi genitori. Nonostante la sua grande ricchezza, non visse la sua infanzia felicemente. Vive in un'enorme casa nel centro di Roma, investe molto tempo e denaro nel suo aspetto e in oggetti di lusso, ma va alla deriva nell'alta società italiana. I suoi rapporti con gli uomini sono infelici: un tassista che lei invita a passare la notte insieme, all'inizio del film, rifiuta perché ha già una fidanzata. Un regista le chiede continuamente il suo aiuto, ma poi la dimentica dopo non aver ottenuto una grossa somma di denaro richiesta a Vera.
Durante una passeggiata insieme alla sua amica Asia Argento, anche lei all'ombra dei suoi famosi genitori, guarda la tomba del figlio di Goethe, su cui non c'è nemmeno il suo nome, ma solo un riferimento al suo famoso padre. Sulla lapide di una coppia sposata si vede che solo l'uomo è menzionato per nome. Il suo autista Walter ferisce Manuel, un bambino di nove anni, in un incidente stradale. Vera si prende cura di Manuel e si assicura che arrivi in ospedale dove gli devono ingessare un braccio fratturato. Con il tempo Vera costruisce un rapporto stretto con il bambino e quindi pure con la sua famiglia, che vive in circostanze molto problematiche. 
La madre di Manuel è defunta, ma nessuno vuole parlare delle cause della sua morte, mentre il padre Daniele lavora in un'autofficina quindi Vera e Daniele insieme si prendono cura di Manuel. Vera aiuta finanziariamente la famiglia di Manuel e si sente a suo agio in un ambiente che prima le era sconosciuto. Poco tempo dopo pure questa relazione finisce in modo deludente: quando Vera interviene in una disputa tra Daniele e un cliente da lui defraudato, Daniele la ferisce con un pugno. La madre di Daniele dichiara che il cliente ha picchiato Vera, la quale poi accetta di confermare questa bugia alla polizia poiché Daniele la minaccia di non farle mai più rivedere Manuel.
Poco dopo con orrore, Vera apprende che Manuel ha un altro gesso sul braccio fratturato di nuovo in altro incidente stradale: allora Vera capisce che Daniele e il suo datore di lavoro sfruttano il bambino per frodare l'assicurazione. Tuttavia Vera non interrompe la relazione e organizza a sue spese l'operazione al braccio di Manuel, poi su richiesta della madre di Daniele, tira fuori Daniele da una bisca dove sta per scommettere i pochi soldi che ha. Dopo pochi giorni l'appartamento di Vera viene saccheggiato mentre lei dormiva: Vera si rende conto che gli autori del reato sono entrati nell'appartamento utilizzando le chiavi fornite da Daniele e suo datore di lavoro, ma non sporge denuncia e ingoia la sua delusione.

## Riconoscimenti
- 2022 - Mostra internazionale d'arte cinematografica di Venezia
  - In concorso (Orizzonti)
  - Premio Orizzonti per la Miglior regia a Tizza Covi e Rainer Frimmel
  - Premio Orizzonti per la Miglior interpretazione femminile a Vera Gemma
- 2022 - Les Arcs Film Festival
  - Miglior film
- 2022 - Seville European Film Festival
  - Nomination Miglior film
- 2022 - Hainan International Film Festival
  - Miglior attrice a Vera Gemma
  - Nomination Miglior film
- 2023 - Austrian Film Award
  - Miglior film
  - Miglior regia a Tizza Covi e Rainer Frimmel
  - Miglior montaggio a Tizza Covi
  - Nomination Miglior sceneggiatura a Tizza Covi
- 2023 - Diagonale Austrian Film Festival
  - Miglior film
- 2023 - Calgary International Film Festival
  - Nomination Miglior film europeo
- 2024 - Palm Springs International Film Festival
  - Nomination Miglior film straniero

Il film è stato scelto come candidato austriaco all'Oscar al miglior film internazionale 2023, senza rientrare tra i cinque candidati.